# Напад НОВЈ на Цазин априла 1944.
Извршавајући наређење Врховног штаба, штаб Четвртог корпуса НОВЈ формирао је групацију од шест бригада за извођење операције у захвату унске комуникације. Опва групација отпочела је 9. априла напад на утврђени Цазин. На град су нападале Друга бригада Осме дивизије и Прва бригада Унске оперативне групе. Остале четири бригаде биле су ангажоване на обезбеђењу од Бихаћа, Острошца и Босанске Крупе. Оштре борбе вођене су у самом Цазину, као и на прилазима Цазину од Острошца и Бихаћа. Ни после тродневних узастопних напада бригаде НОВЈ нису успеле да ликвидирају посаду у Цазину. У тренутку највеће кризе гарнизона, у Цазин је успела да се пробије јака немачка оклопно-моторизована групација предвођена дивизионом јуришних топова 373. легионарске дивизије. Стога је 11. априла штаб Четвртог корпуса обуставио даље нападе.
Од 12. до 16. априла ова група бригада водила је борбе око Цазина и рушила комуникацију Острожац - Отока. Након тога, бригаде Седме и Осме дивизије пребачене су на друге задатке.

## План операције
У циљу одржавања притиска на непријатеље и активне одбране слободне територије, Четврти корпус је организовао операције на осовинске позиције у различитим деловима корпусне области. Операције су извођене брзим концентрисањем више бригада, а састојале су се углавном у изолацији и ликвидацији осовинских истурених гарнизона.
Цазински утврђени гарнизон био је важно истурено утврђење у одбрани унске комуникације. Поред тога, од значаја за Народноослободилачки покрет било је јачање утицаја у муслиманском становништву Цазинске крајине. Стога је Цазин са околним утврђеним тачкама нападан више пута, а већ током друге половине 1942. два пута је освајан. Врховни штаб НОВ и ПОЈ наредио је Четвртом корпусу 6. априла 1944. да предузме акцију према Бихаћу. Извршавајући то наређење, штаб корпуса разрадио је план напада на Цазин и околна места.
За априлску операцију 1944. у Цазинској крајини Четврти корпус ангажовао је шест бригада - Трећу и Четврту бригаду Седме дивизије, Другу и Трећу бригаду Осме дивизије, и обе бригаде Унске оперативне групе. Цазин је био значајна утврђена позиција немачког 15. брдског корпуса. У њему се у том периоду био Извиђачки батаљон 373., а у Бихаћу и другим околним местима јаке борбене групе 373. дивизије. Ове снаге биле су ојачане бројним усташко-домобранским саставима.
Према плану, најпре је требало заузети Цазин, затим Острожац и Отоку, а након тога темеqно порушити пругу Бихаћ - Босански Нови. Напад на Цазин почео је 9. априла увече. На сам град нападале су Друга бригада Осме дивизије и Прва бригада Унске оперативне групе. Друга бригада Унске оперативне групе обезбеђивала је напад из правца Бихаћа, Трећа бригада Осме дивизије из правца Острошца, а Трећа и Четврта бригада Седме дивизије од Отоке и Босанске Крупе.

## Ток борби
Пешадијскки напад на Цазин почео је након 20-минутне артиљеријске припреме у сумрак 9. априла. Обе бригаде успеле су савладати спољну одбрану и ући у град. Борбе у граду трајале су целу ноћ, али без одлучујућег успеха. Стога су се пред зору бригаде НОВЈ извукле на полазне положаје.
Следећи напад почео је, након додатних припрема, 10. априла у 18 часова. Овај напад имао је више успеха. Поколебана посада почела је прикупљање за покушај пробоја према Острошцу. Међутим, охрабрени успехом интервентне групе из Бихаћа, одустали су од пробоја. 11. априла у 5 ујутро покренут је трећи напад. Међутим, у току преподнева, кад је посада била пред уништењем, у Цазин се пробила борбена група из Бихаћа. Након целодневне борбе, немачке оклопно-моторизоване снаге из Бихаћа успеле су да се преко Острошца пробију у Цазин, споје са тамошњом посадом и ослободе је притиска.
Ове борбе за Цазин забележене су у хроници 373. дивизије:
У данима од 9. (ускршња недеља) до 11.4. предузео је непријатељ на целом подручју дивизије велике нападе, који су се међутим сви завршили успешно за наше трупе. Тако је 9.4. снажно нападнут пољски допунски батаљон у покрету од Бањалуке за Острожац (на Уни, североисточно од Бихаћа), али је уз помоћ правовремено пристигле помоћи непријатељ одбијен. Исто се догодило и са у Цазину распоређеним извиђачким батаљоном. 10.000 људи потпуно је опколило место. Једно по једно узвишење и утврђена тачка су падали, па је и сам штаб батаљона морао бити повучен на узвишење са џамијом. Другог дана, 10.4, упркос артиљеријској подршци из Бихаћа и употреби штука, партизани су били у стању да даље напредују. Ипак, у једном противнападу који је предводио поручник Штоцки, успело се освојити артиљериски положај, а у другом вођеним од наредника Вилмса, претходно изгубљени противтенковски топови... Коначно трећег дана, 11.4, кад је већ више од пола места пало у руке непријатеља и кад је настала тешка оскудица муниције, дошао је спас од једног дивизиона јуришних топова који је упорном борбом морао пробити себи пут кроз партизанске линије. Изгубљено тешко оружје поново је освојено, и сахрањено преко 30 палих домобрана у Цазину.
Након обустављања напада на Цазин, бригаде Осме дивизије и Унске оперативне групе водиле су до 16. априла борбе на простору око Острошца и Отоке. Извиђачки батаљон 373. након одбране Цазина, ојачан усташко-домобранским снагама извео је испад према Пећиграду. Том приликом, нападнут од партизана, нашао се у тешком положају. Само уз крајње напоре и „под водством једног хрватског поручника“ успео се извући назад у Цазин. Том приликом батаљон је, према хроници, имао 5 мртвих, 20 тешко рањених и 2 тешка бацача изгубљена.